# Herpestes auropunctatus
Herpestes auropunctatus syn. Urva auropunctata är ett rovdjur i familjen manguster som förekommer i Asien. Populationen listades tidigare som underart till javanesisk mungo (Herpestes javanicus) och godkänns sedan början av 2000-talet som art. Skillnaden består främst i avvikande molekylärgenetiska egenskaper.
Artepitet auropunctatus i det vetenskapliga namnet är latin och betyder "punkter av guld".

## Utseende
Vuxna honor är med en kroppslängd (huvud och bål) av 21,5 till 38,5 cm mindre än hannar. Med svans är honor 51 till 58 cm långa. Hannarnas absoluta längd varierar mellan 54,5 och 67 cm och deras längd utan svans är 22 till 44,5 cm. Dessutom har hannar ett bredare huvud och en kraftigare bål. Individernas vikt är 305 till 662 g. Liksom andra släktmedlemmar har Herpestes auropunctatus korta extremiteter och en spetsig nos. Artens öron är huvudsakligen gömda i pälsen. Vid händer och fötter förekommer fem fingrar respektive tår med klor. Mangusten saknar förmåga att dra in sina klor. Pälsen bildas av hår som har flera band i gråbrun och gulbrun vad som ger ett prickigt utseende. De flesta individer har i varje käkhalva 3 framtänder, 1 hörntand, 4 premolarer och 2 molarer. Ibland förekommer ytterligare en molar på varje sida i underkäken.

## Utbredning
Denna mangust förekommer huvudsakligen från östra Iran över Afghanistan, Pakistan, Indiens nordliga delar, Nepal och Bangladesh till västra Myanmar. En avskild population lever i centrala Irak. Troligen tillhör även individer från Arabiska halvön denna art. Herpestes auropunctatus lever i låglandet och i bergstrakter upp till 2100 meter över havet. Habitatet varierar mellan skogar, buskskogar, urbaniserade områden och andra öppna landskap.
Arten introducerades dessutom på flera olika platser över hela världen.

## Ekologi
Djuret är allätare men födans sammansättning varierar beroende på utbredning och årstid. Ofta föredrar Herpestes auropunctatus insekter och små kräldjur som kompletteras med spindeldjur, mindre däggdjur, småfåglar, kräftdjur och olika växtdelar. I sitt ursprungliga utbredningsområde lever individerna främst ensamma när honan inte är brunstig. Vanligen har varje exemplar flera gryt i reviret som besöks regelbunden. Territoriet markeras med körtelvätska från körtlarna som ligger nära djurets anus. Denna mangust går vanligen på marken men den kan klättra i växtligheten.
Honor som hölls i fångenskap blir ungefär var tredje vecka för tre eller fyra dagar brunstig. Efter parningen är honan cirka 49 dagar dräktig och sedan föds oftast tvillingar. Kullens storlek kan variera mellan en och fem ungar. Ungarna föds blinda, med tunn päls och med en vikt av ungefär 21 g. De öppnar sina ögon efter 17 till 20 dagar. Könsmognaden infaller efter cirka ett år.